# Archie Yeo
Archie Yeo (* 8. März 2003) ist ein britischer Leichtathlet, der im Weit- und Dreisprung an den Start geht.

## Sportliche Laufbahn
Erste internationale Erfahrungen sammelte Archie Yeo im Jahr 2023, als er bei den U23-Europameisterschaften in Espoo mit einer Weite von 15,31 m in der Qualifikationsrunde im Dreisprung ausschied. 2025 belegte er bei den U23-Europameisterschaften in Bergen mit 7,86 m den sechsten Platz im Weitsprung. Kurz darauf belegte er bei den World University Games in Bochum mit 7,60 m den achten Platz im Weitsprung.
2024 wurde Yeo britischer Hallenmeister im Dreisprung.

## Persönliche Bestleistungen
- Weitsprung: 7,87 m (+0,9 m/s), 28. Juni 2025 in Cardiff
- Dreisprung: 16,02 m (+0,3 m/s), 21. Mai 2023 in Loughborough